# Gear Driven Cams
GDC staat voor: Gear Driven Cams.
Dit was de benaming van het motorfietsmerk Honda voor de tandwielaandrijving voor nokkenassen, onder andere op de Honda VFR 750 R (RC 30) uit 1988, de Honda VFR750F (RC24, RC36I en RC36II) van 1986 t/m 1997 en VFR800Fi (RC46) van 1998 t/m 2001 zijn hiermee uitgerust.
Tandwielaandrijving voor de nokkenas(sen) komt bij motorfietsen en personenauto's vrijwel niet voor. In het verleden werden bovenliggende nokkenassen aangedreven door een nokkenasketting. Deze ketting was echter onderhevig aan slijtage, oprekken en kon in het uiterste geval zelfs breken. Voor kleppen die zwaar te bedienen zijn, worden daarom tandwielaandrijvingen, koningsassen of tandriemaandrijving gebruikt. 
De reden dat Honda het systeem op motorfietsen toepaste moet dan ook gezocht worden in de zware klepveren die steeds ingedrukt moeten worden. Deze zware klepveren zijn op hun beurt weer nodig om "zwevende kleppen" (kleppen die niet goed sluiten) te voorkomen bij zeer hoge toerentallen die op racemotoren of daarvan afgeleide productiemodellen bereikt worden.